# ビリャムリエル・デ・セラート
ビリャムリエル・デ・セラート（スペイン語: Villamuriel de Cerrato）は、スペイン・カスティーリャ・イ・レオン州パレンシア県のムニシピオ（基礎自治体）。セラート地域に含まれる。第30代イエズス会総長アドルフォ・ニコラス神父の生誕地である。

## 経済
自動車産業が盛んで、1978年にルノーのパレンシア工場が開所している。2008年には特別モデルのルノー・メガーヌⅢが生産されている。